# Bosque de Portugal
O Bosque de Portugal é um parque público da cidade de Curitiba, capital do estado do Paraná, Brasil. Fica no bairro Jardim Social, com acesso pela rua Fagundes Varela, e não possui horário pré-determinado de visitação.
O Bosque, em 20,85 mil m² de área verde, conta com uma alameda que atravessa uma área de mata nativa. Ele abriga o Memorial da Língua Portuguesa, que homenageia os imigrantes portugueses e os oito países que adotam a língua portuguesa: Portugal, Brasil, São Tomé e Príncipe, Moçambique, Angola, Cabo Verde, Guiné-Bissau e Timor-Leste. Sua inauguração, ocorrida em 19 de março de 1994, contou com a presença do então presidente de Portugal Mário Soares, e do então prefeito de Curitiba Rafael Greca de Macedo. Originalmente eram sete as nações que estavam representadas em pilares, mas com a independência de Timor-Leste, este também foi homenageado com um pilar construído em 2007.

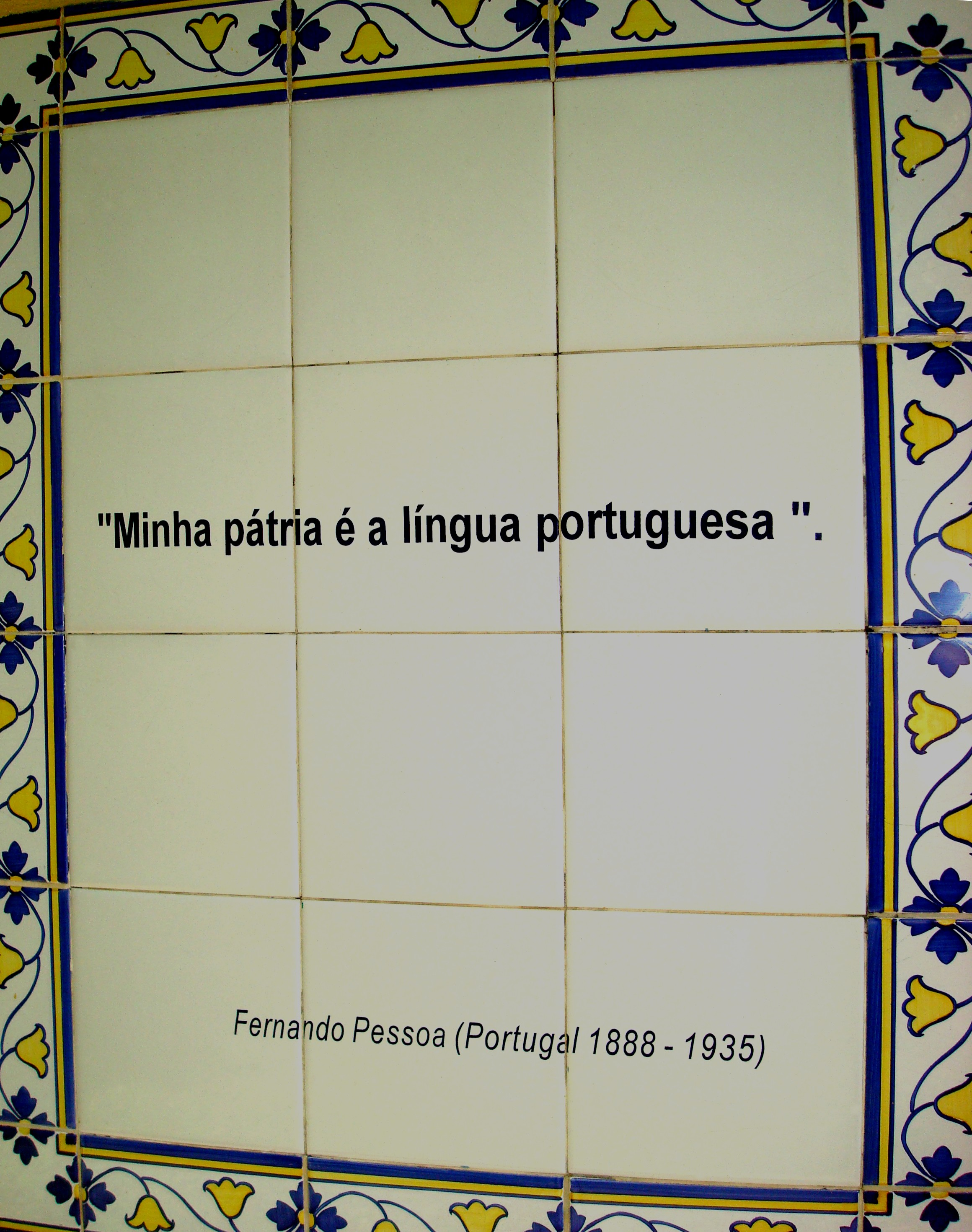
Fernando Pessoa é um dos homenageados

## Atrações
Na trilha do bosque há 22 pilares que ostentam réplicas de azulejos onde estão gravados versos dos grandes poetas da língua portuguesa. São versos de Fernando Pessoa, Luiz de Camões, Antero de Quental, António Nobre, Almeida Garret, Camilo Pessanha, Cláudio Manoel da Costa, Gonçalves Dias, Sá Carneiro, Florbela Espanca, Manuel Bandeira, Cecília Meirelles, Olavo Bilac, Sophia de Mello Breynner, Mário de Andrade, Tasso da Silveira, Carlos Drummond de Andrade e Eugénio de Andrade. O bosque tem ainda uma área de animação com pista de corrida e um piso de mosaico (calçada portuguesa) com desenhos de ondas que lembram o mar e uma caravela portuguesa, em alusão às descobertas. Paralelamente à trilha passa o rio Tarumã, que se cruza com a trilha em três pontes. Anexo ao bosque também há o Grupo Escoteiro São Luiz de Gonzaga, que desde a década de 1980 desenvolve projetos para a preservação do rio e do bosque de forma geral.
Entre a fauna existente no parque destacam aves como o tico-tico, o corruíra, o sabiá e o sanhaço, e mamíferos como o morcego e o gambá. A abundante e variada flora é composta de espécies como o açoita-cavalo, o cambará, a aroeira, o branquilho (Sebastiania commersoniana), a pitanga, o tarumã, a gabiroba, a chuva-de-ouro, espora-de-galo (Pisonia acuelata), a canela, o miguel-pintado (Matayba elaegnoides), o timbó, a pororoca, o araça, a corticeira do banhado, o ipê e a araucária.